# Indasclera laosensis
Indasclera laosensis es una especie de coleóptero de la familia Oedemeridae.

## Distribución geográfica
Habita en Laos.